# Stazione di Wakōshi
La Stazione di Wakōshi (和光市駅?, Wakōshi-eki) è una stazione della Metropolitana di Tokyo, si trova a Itabashi. La stazione è servita da due linee della Tokyo Metro e dalla linea Tōbu Tōjō delle Ferrovie Tōbu, che costituisce la prosecuzione delle linee. È anche la stazione più occidentale della rete metropolitana di Tokyo, e la più a nord della Tokyo Metro.

## Struttura
La stazione è dotata di due piattaforme a isola che servono 4 binari.
| 1 | ■ Linea Tōbu Tōjō | per Shiki, Kawagoe, Shinrinkōen, Ogawamachi e Yorii da Ikebukuro sulla linea Tōbu Tōjō              |
| 2 | ■ Linea Tōbu Tōjō | per Shiki, Kawagoe e Shinrinkōen dalle linee Fukutoshin e Yūrakuchō                                 |
| 2 | Linea Yūrakuchō   | Termine                                                                                             |
| 2 | Linea Fukutoshin  | Termine                                                                                             |
| 3 | Linea Yūrakuchō   | per Kotake-mukaihara, Ikebukuro, Yūrakuchō e Shin-Kiba                                              |
| 3 | Linea Fukutoshin  | per Kotake-mukaihara, Ikebukuro, Shinjuku-sanchōme, Shibuya e, via linea Tōkyū Tōyoko, per Yokohama |
| 4 | ■ Linea Tōbu Tōjō | per Narimasu, Kami-Itabashi e Ikebukuro                                                             |